# Оксиды
Окси́д (синонимы: о́кисел, о́кись) — бинарное соединение химического элемента с кислородом в степени окисления −2, в котором сам кислород связан только с менее электроотрицательным элементом. Химический элемент кислород по электроотрицательности второй после фтора, поэтому к оксидам относятся почти все соединения химических элементов с кислородом. К исключениям относятся, например, дифторид кислорода OF2 и вода H2O(не обладает свойствами оксидов).
Оксиды — весьма распространённый тип соединений, содержащихся в земной коре и во Вселенной вообще. Примерами таких соединений являются ржавчина, песок, углекислый газ, ряд красителей. Оксидами также является класс минералов, представляющих собой соединения металла с кислородом (см. Окислы).
Соединения, которые содержат атомы кислорода, соединённые между собой, называют пероксидами или перекисями (содержат цепочку −O−O−), супероксидами (или надпероксидами, содержат группу О−
2) и озонидами (содержат группу О−
3). Они не относятся к категории оксидов.
Также в отдельный небольшой класс обычно выносят субоксиды — бинарные соединения с кислородом, в которых металлы или неметаллы имеют необычно низкую (и/или дробную) степень окисления.

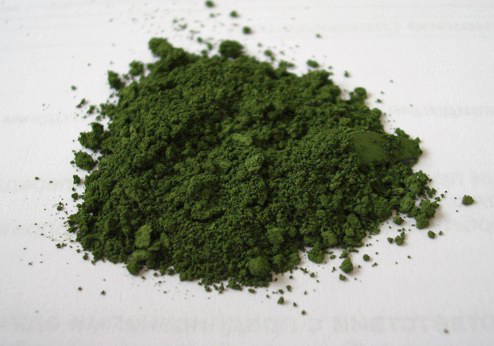
Оксид хрома(III)

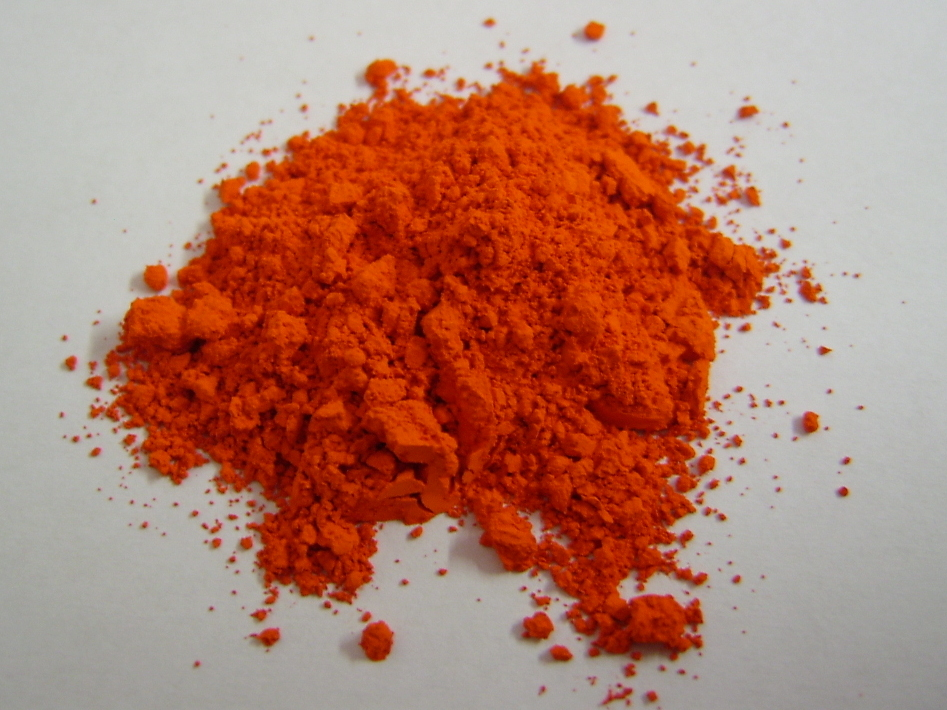
Свинцовый сурик (оксид свинца Pb_{3}O_{4})

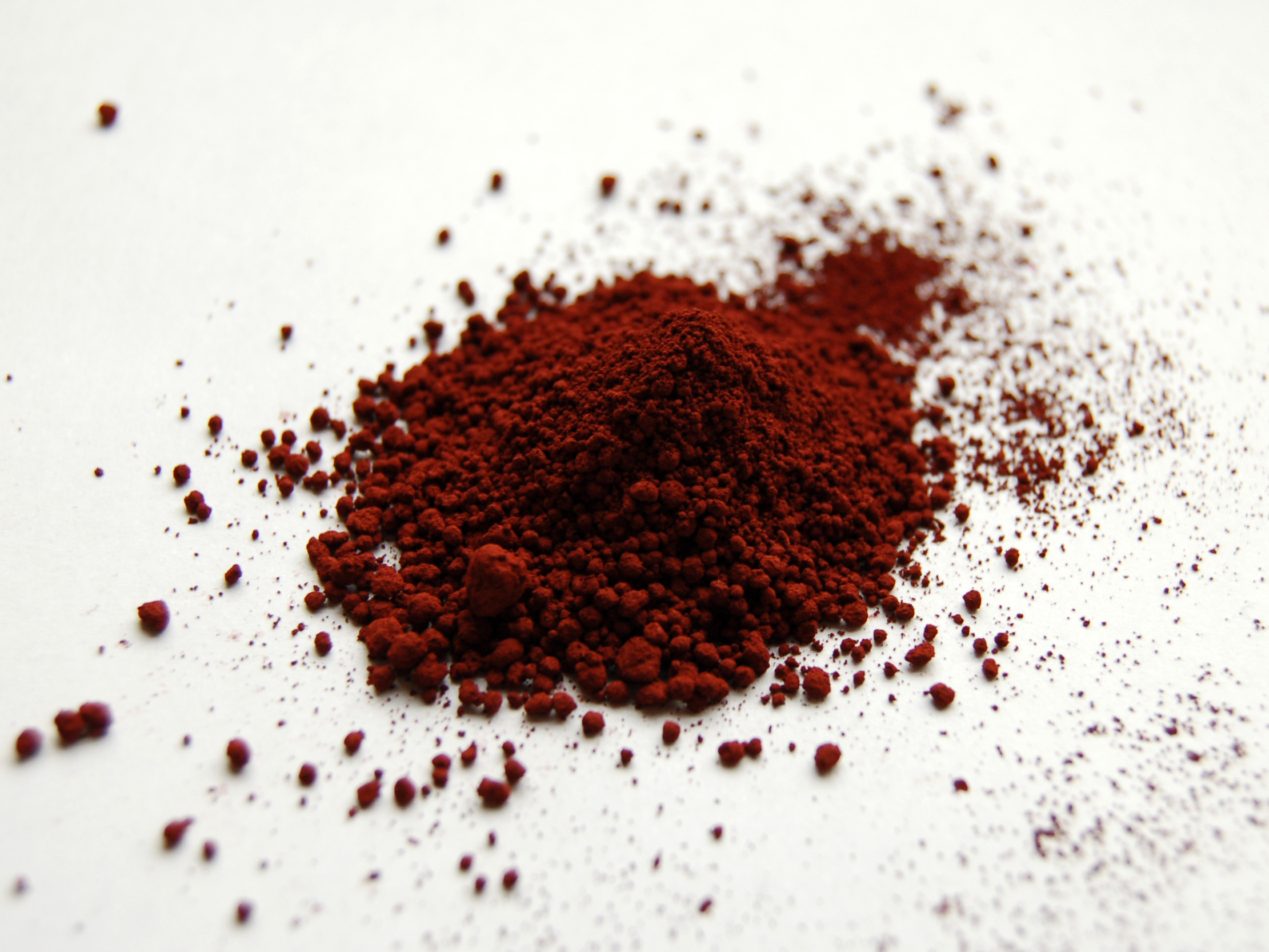
Оксид железа(III), ржавчина

## Классификация
В зависимости от химических свойств различают:
- Солеобразующие оксиды:
  - основные оксиды (например, оксид натрия Na2O, оксид меди(II) CuO): оксиды металлов, степень окисления которых I—II;
  - кислотные оксиды (например, оксид серы(VI) SO3, оксид азота(IV) NO2): оксиды металлов со степенью окисления V—VII и оксиды неметаллов;
  - амфотерные оксиды (например, оксид цинка ZnO, оксид алюминия Al2О3): оксиды металлов со степенью окисления III—IV и исключения (ZnO, BeO, SnO, PbO);
- Несолеобразующие оксиды: оксид углерода(II) СО, оксид азота(I) N2O, оксид азота(II) NO, вода (оксид водорода) H2O, оксид кремния(II) SiO, оксид серы(I) S2O, оксид серы(II) SO.

Существуют сложные оксиды, включающие в молекулу атомы двух и более элементов, кроме кислорода — например, оксид лития-кобальта(III) Li2O·Co2O3, и двойные оксиды, в которые атомы одного и того же элемента входят в двух или более степенях окисления — например, оксид марганца(II,IV) Mn5O8 или закись-окись урана U3O8. Во многих случаях такие оксиды могут рассматриваться как соли кислородсодержащих кислот. Так, оксид лития-кобальта(III) можно рассматривать как кобальтит лития Li2Co2O4, а оксид марганца(II,IV) — как ортоманганит марганца Mn3(MnO4)2.

## Номенклатура
В соответствии с номенклатурой ИЮПАК, оксиды называют словом «оксид», после которого следует наименование химического элемента в родительном падеже, например: Na2O — оксид натрия, Al2O3 — оксид алюминия. Если элемент имеет переменную степень окисления, то в названии оксида указывается его степень окисления римской цифрой в скобках сразу после названия (без пробела). Например, Cu2О — оксид меди(I), CuO — оксид меди(II), FeO — оксид железа(II), Fe2О3 — оксид железа(III), Cl2O7 — оксид хлора(VII).
Часто используют и другие наименования оксидов по числу атомов кислорода: если оксид содержит только один атом кислорода, то его называют монооксидом, или одноокисью, если два — диоксидом, или двуокисью, если три — то триоксидом, или триокисью и т. д. Например: монооксид углерода CO, диоксид углерода СО2, триоксид серы SO3.
Также распространены исторически сложившиеся (тривиальные) названия оксидов, например угарный газ CO, серный ангидрид SO3 и т. д.
В начале XIX века и ранее тугоплавкие, практически не растворимые в воде оксиды химики называли «землями».

### Традиционная номенклатура
Оксиды с низшими или промежуточными степенями окисления иногда называют закись (обычно для степени окисления +1, когда устойчива более высокая) и недокись (например, оксид углерода(II), CO — закись углерода; диоксид триуглерода, C3O2 — недокись углерода; оксид азота(I), N2O — закись азота; оксид меди(I), Cu2O — закись меди).
Оксиды с высшими степенями окисления (например, оксид железа(III), Fe2O3) называют в соответствии с этой номенклатурой окись, а двойные оксиды — закись-окись (Fe3O4 = FeO·Fe2O3 — закись-окись железа, оксид урана(VI)-диурана(V), U3O8 — закись-окись урана).

Если какой-нибудь металл даёт один основной окисел, то последний называют окисью, например окись кальция, окись магния и пр.; если их существует два, то окисел с меньшим содержанием кислорода называется закисью, например закись железа FeO и окись Fe2O3. Окись с меньшим содержанием кислорода, чем в закиси, называется недокисью.— Вуколов С. П., Менделеев Д. И. Окислы // Энциклопедический словарь Брокгауза и Ефрона : в 86 т. (82 т. и 4 доп.). — СПб., 1890—1907.
Эта номенклатура, однако, не отличается последовательностью, поэтому такие названия следует рассматривать скорее как традиционные.

## Свойства
При нормальных условиях оксиды могут находиться в трёх агрегатных состояниях: твердом, жидком и газообразном.
- При взаимодействии кислотного оксида с основным образуется соль.
- Оксиды взаимодействуют с водой, если образуется растворимая кислота или растворимое основание.
- Основные оксиды взаимодействуют с кислотами, а кислотные с основаниями.

### Основные оксиды
1. Основный оксид + сильная кислота → соль + вода:
{\displaystyle {\ce {CuO + H2SO4 -> CuSO4 + H2O}}}.
2. Сильноосновный оксид + вода → гидроксид:
{\displaystyle {\ce {CaO + H2O -> Ca(OH)2}}}.
3. Сильноосновный оксид + кислотный оксид → соль:
{\displaystyle {\ce {CaO + Mn2O7 -> Ca(MnO4)2}}}.
4. Основный оксид + водород → металл + вода:
{\displaystyle {\ce {CuO + H2 -> Cu + H2O}}}.
Примечание: восстановление водородом возможно для металлов менее активных, чем алюминий.

### Кислотные оксиды
1. Кислотный оксид + вода → кислота:
{\displaystyle {\ce {SO3 + H2O -> H2SO4}}}.
Некоторые оксиды, например SiO2, с водой не вступают в реакцию, поэтому их кислоты получают косвенным путём.
2. Кислотный оксид + основный оксид → соль:
{\displaystyle {\ce {CO2 + CaO -> CaCO3}}}.
3. Кислотный оксид + основание → соль + вода:
{\displaystyle {\ce {SO2 + 2 NaOH -> Na2SO3 + H2O}}}.
Если кислотный оксид является ангидридом многоосновной кислоты, возможно образование кислых или средних солей:
{\displaystyle {\ce {Ca(OH)2 + CO2 -> CaCO3 v + H2O,}}}
{\displaystyle {\ce {CaCO3 + H2O + CO2 -> Ca(HCO3)2}}}.
4. Нелетучий оксид + соль1 → соль2 + летучий оксид
{\displaystyle {\ce {SiO2 + Na2CO3 -> Na2SiO3 + CO2}}}.
5. Ангидрид кислоты 1 + безводная кислородосодержащая кислота 2 → Ангидрид кислоты 2 + безводная кислородосодержащая кислота 1:
{\displaystyle {\ce {P2O5 + 2 HClO4 -> 2 HPO3 + Cl2O7}}}.

### Амфотерные оксиды
При взаимодействии с сильной кислотой или кислотным оксидом проявляют основные свойства:
{\displaystyle {\ce {ZnO + 2 HCl -> ZnCl2 + H2O}}}.
При взаимодействии с сильным основанием или основным оксидом проявляют кислотные свойства:
{\displaystyle {\ce {ZnO + 2 KOH + H2O -> K2[Zn(OH)4]}}} (в водном растворе),
{\displaystyle {\ce {ZnO + 2 KOH -> K2ZnO2 + H2O ^}}} (при сплавлении).

## Получение
1. Взаимодействие простых веществ (за исключением инертных газов, золота и платины) с кислородом:
{\displaystyle {\ce {2 H2 + O2 -> 2 H2O,}}}
{\displaystyle {\ce {2 Cu + O2 -> 2 CuO}}}.
Сюда же относят горение в кислороде щелочных металлов (кроме лития), а также стронция и бария, при котором образуются пероксиды и надпероксиды:
{\displaystyle {\ce {2 Na + O2 -> Na2O2,}}}
{\displaystyle {\ce {K + O2 -> KO2}}}.
2. Обжиг или горение бинарных соединений в кислороде:
{\displaystyle {\ce {4 FeS2 + 11 O2 -> 2 Fe2O3 + 8 SO2,}}}
{\displaystyle {\ce {CS2 + 3 O2 -> CO2 + 2 SO2,}}}
{\displaystyle {\ce {2 PH3 + 4 O2 -> P2O5 + 3 H2O}}}.
3. Термическое разложение солей:
{\displaystyle {\ce {CaCO3 -> CaO + CO2,}}}
{\displaystyle {\ce {2 FeSO4 -> Fe2O3 + SO2 + SO3}}}.
4. Термическое разложение оснований или кислот:
{\displaystyle {\ce {2 Al(OH)3 -> Al2O3 + 3 H2O,}}}
{\displaystyle {\ce {4 HNO3 -> 4 NO2 + O2 + 2 H2O}}}.
5. Окисление низших оксидов в высшие и восстановление высших в низшие:
{\displaystyle {\ce {4 FeO + O2 -> 2 Fe2O3}}}.
6. Взаимодействие некоторых металлов с водой при высокой температуре:
{\displaystyle {\ce {Zn + H2O -> ZnO + H2}}}.
7. Взаимодействие солей с кислотными оксидами при сжигании кокса с выделением летучего оксида:
{\displaystyle {\ce {Ca3(PO4)2 + 3 SiO2 + 5 C -> 3 CaSiO3 + 2 P + 5 CO}}}.
8. Взаимодействие металлов с кислотами-окислителями:
{\displaystyle {\ce {Zn + 4 HNO3 -> Zn(NO3)2 + 2 NO2 ^ + 2 H2O}}}.
9. При действии водоотнимающих веществ на кислоты и соли:
{\displaystyle {\ce {2 KClO4 + H2SO4 -> K2SO4 + Cl2O7 + H2O}}}.
10. Взаимодействие солей слабых неустойчивых кислот с более сильными кислотами:
{\displaystyle {\ce {NaHCO3 + HCl -> NaCl + H2O + CO2 ^}}}.